# Double Patty
，是一部2021年韓國劇情片，由白承煥執導，申承浩和裴柱現主演。電影講述立志成為新聞主播的李賢智（裴柱現飾）為夢想努力的成長故事。

## 演员阵容

### 主要人物
- 申承浩 飾演 姜宇藍
- 裴柱現 飾演 李賢智

### 其他人物
- 宋智仁 饰演 崔世英
- 李秉洙 饰演 黄世俊
- 柳炳勋 饰演 高教练
- 李智贤 饰演 姜智贤
- 许南俊 饰演 韩相旭
- 白柱焕 饰演 基浩
- 郭闵硕 饰演 崔久哲
- 金灿伊 饰演 李贤智的父亲
- 孙智允 饰演 宣智英
- 李在焕 饰演 白社长
- 白承焕[註 1] 饰演 崔仁浩
- 卞瑞允 饰演 秀珍
- 宋东焕 饰演 本队长
- 姜斗 饰演 葛自国
- 金宗九 饰演 金泰坤社长

### 友情出演
- 趙達煥 饰演 日宇
- 闵成旭 饰演 圣焕
- 克拉拉 饰演 外媒记者
- 池一株 饰演 绝世美男

### 特别出演
- 鄭英珠 饰演 文熙贞
- 崔光濟 饰演 李勋正

## 音樂
- 裴柱現 - 흰 밤 A White Night[1]

## 製作
2020年7月16日，SM娛樂官方宣布旗下偶像團體Red Velvet的隊長裴柱現將主演電影《Double Patty》，並預計於2020年下半年上映。7月22日，宣佈申承浩擔任男主角，並公開劇本研讀會的現場照。8月7日，宣佈拍攝已於8月4日開始進行，並公佈首張造型照。

## 外部連結
- NAVER上《Double Patty》的資料
- Daum上《Double Patty》的資料

- 韩国电影数据库（KMDb）上《Double Patty》的資料
- 互联网电影数据库（IMDb）上《Double Patty》的资料（英文）